# Brestje
Brestje je naselje v Občini Brda.